# Régoa
Régoa (llamada oficialmente Santa María de Régoa) es una parroquia española del municipio de Cedeira, en la provincia de La Coruña, Galicia.

## Entidades de población
Entidades de población que forman parte de la parroquia:
- Atrio (O Adro)
- Balteiro
- Barral (O Barral)
- Barrosas (As Barrosas)
- Bouza (A Bouza)
- Canabal (O Canaval)
- Casanova (A Casanova)
- Casavella (A Casavella)
- Eiravedra
- Erbellas (Ervellás)
- Formigueiro (O Formigueiro)
- Lamelas
- Malde
- Meizoso
- Nogueira (A Nogueira)
- O Coto
- O Telleiro
- Painceira (A Painceira)
- Pardiñeira (A Pardiñeira)
- Pontigas (As Pontigas)
- Reboredo
- Rúa (A Rúa)
- San Andrés de Teixido (Santo André de Teixido)
- Taraño (O Taraño)
- Teixidelo
- Toxo (O Toxo)
- Veriño de Abaixo
- Veriño de Arriba
- Viduído (Biduído)

## Despoblado
Despoblado que forma parte de la parroquia:
- Tide

## Demografía
| Gráfica de evolución demográfica de Régoa entre 2000 y 2020 |
|                                                             |
| Datos según el nomenclátor publicado por el INE.            |